# Teobaldo II de Champaña

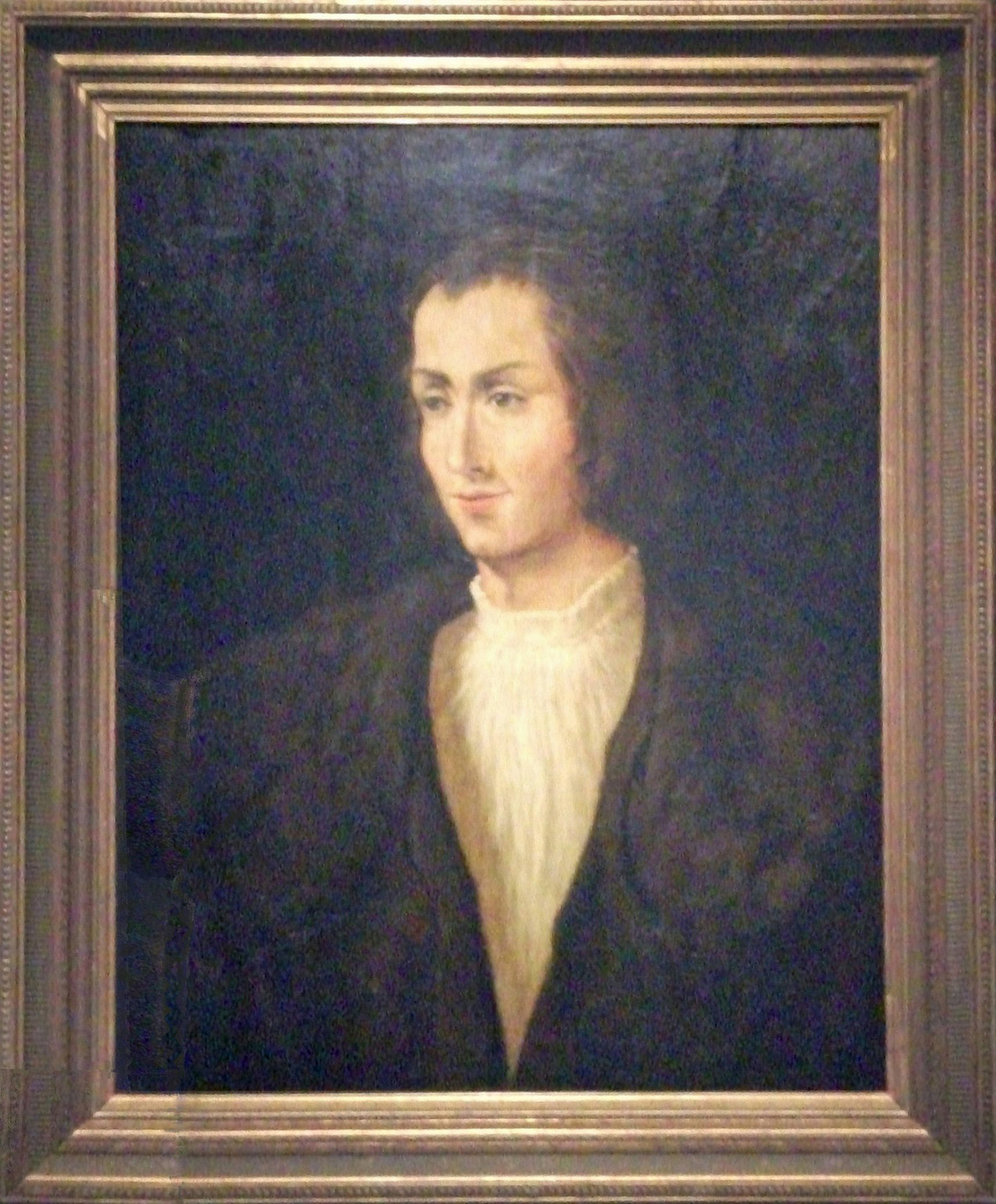
Teobaldo II

Teobaldo el Grande (1093-1152), fue conde de Blois y Chartres como Teobaldo IV desde 1102, y también de Champaña y Brie como Teobaldo II desde 1125.

## Orígenes familiares
Nacido en 1093 y fallecido el 10 de enero de 1152 en la villa de Lagny-sur-Marne, era hijo de Esteban II de Blois y Adela de Normandía. Con él, el condado de Blois llegó a su máximo apogeo. Reunió bajo su cetro los condados de Blois y de Champaña, constituyendo un serio peligro para la Corona de Francia. Sus dominios rodeaban a los de los Capetos por el oeste y por el este siendo su importancia tal que pasa a ser la segunda persona, tras el rey, en importancia en el reino, lo que le permitirá ser aliado y enemigo cuando le convenga tanto de Luis VI como de Luis VII.
La temprana muerte de su padre en 1102 y la demencia de su hermano Guillermo le llevaron a ponerse al frente de las propiedades de la familia siendo aún menor de edad. Durante esta primera fase, la regencia corrió a cargo de su madre Adela y de Hugo de Puiset, vizconde de Chartres.

## Trayectoria
Con el fin de conseguir congratularse con Felipe I de Francia, Puiset había apresado al Obispo Ivo de Chartres, que había denunciado el matrimonio del monarca con Berta de Monfort, pero tras la coronación de Luis VI "El Gordo", Hugo de Puiset es encarcelado el castillo de Landon. Tras asumir efectivamente el poder, Teobaldo declara la guerra al rey Luis VI desarrollándose una serie de batallas en la zona de Isla de Francia. El rey se esfuerza por mantener bajo su cetro a los señores feudales entre los que vuelve a destacar el vizconde de Chartres, Hugo de Puiset, recién salido de su prisión. Teobaldo deberá salir en socorro de Guy de Rochefort pero es derrotado por las tropas de Luis VI, en 1107, cerca del castillo de Gourmay sur Marne, donde construirá una fortaleza.
Luis VI invade entonces el Dunois tomando Bonneval y destruyendo todo salvo las iglesias. Esta demostración de fuerza hará que Teobaldo se replantee la situación y decida unirse a Luis. El de Blois intentará vencer a Hugo de Puiset pero al no poder vuelve a aliarse con Puiset, declarando la guerra nuevamente al rey. Las tropas reales vencerán a ambos en el castillo de Puiset arrasándolo todo y Hugo partirá hacia Tierra Santa, donde morirá, mientras que Teobaldo, gravemente herido, se retirará a sus tierras de Chartres.
Teobaldo volverá a la vida pública en el año 1115 cuando el rey está guerreando contra Tomás de Marle, y mantendrá durante algunos años prisionero al conde de Nevers, aliado de Luis VI; luchará contra el monarca en Normandía en apoyo de su tío Enrique, Rey de Inglaterra y Duque de Normandía, siendo herido cerca de Alençon. A la muerte del Obispo Yves de Chartres, él contesta a la elección de Godofredo de Lèves, hecha por el capítulo de la catedral, para ser su sucesor. El naufragio del "Barco Blanco" en diciembre de 1120 le hacen cambiar y preocuparse más por los asuntos religiosos. Su matrimonio le hará empezar de nuevo y más cuando a la muerte de su tío Hugo de Champaña, en 1125, recibe en herencia el condado de Champaña.
Sus posesiones se extienden ahora del Marne al Loira rodeando nuevamente las zonas reales y, como ya vimos, sus relaciones con Luis VI no son del todo buenas aunque Teobaldo se dedicará, a partir de 1132 más al gobierno de sus estados que a los asuntos de la corona. Tras la muerte en 1135 de Enrique I, Teobaldo tratará de ser nombrado rey, pero los nobles ingleses eligen a su hermano Esteban, conde de Mortain. Teobaldo decide apoyar esta decisión, pero la inminente muerte de Luis VI y sus problemas de conciencia van a cambiar la situación; el monarca pide a Teobaldo que proteja al futuro rey, su hijo Luis.

## Guerra con Luis VII
Sin embargo, pronto estalla una guerra entre Teobaldo y Luis al permitir este último que el conde Raúl I de Vermandois repudiara a Leonor, hermana de Teobaldo, para casarse con Petronila, hermana de la reina Leonor. La situación es extremadamente delicada pues el joven rey tiene enfrente a un poderosísimo enemigo y el conflicto se agrava más aún con el nombramiento de Pedro de La Chatre como arzobispo de Bourges y por la situación de Inglaterra. 
Inglaterra se había convertido en un campo de batalla en el que las casas de Blois y de Anjou se disputaban la corona. Luis VII decidió apoyar a Odón, hijo de Hugo de Champaña y que había sido desheredado en favor de Teobaldo IV, para atacar al conde de Blois. En 1143, las tropas reales toman y arrasan Vitry-le-François matando a mucha gente, lo que marcará de por vida al monarca. Bernardo de Claraval, será el encargado de buscar un acuerdo entre el rey y Teobaldo. En 1144 ambas partes firman la paz, sucediendo un periodo de cinco años de calma, rota en 1149, cuando aparece en escena el joven Enrique "Plantagenet", perteneciente a la familia Anjou y que reivindica la zona de Fréteval y parte de Suzerain a lo que Teobaldo accederá pues está más dedicado a los asuntos religiosos que a la política. Teobaldo fallecerá el 10 de enero de 1151.

## Matrimonio y descendencia
En 1123 se casa con Matilde de Carintia, hija del duque Engelberto II de Carintia, con la que tendrá varios hijos:
1. Enrique I de Champaña, el Liberal, conde de Champaña.
2. Teobaldo V de Blois, conde de Blois.
3. Guillermo de las Blancas Manos, arzobispo de Reims.
4. Hugo de Blois-Champaña, caballero de la Orden del Temple.
5. Adela de Champaña, esposa de Luis VII de Francia y madre de Felipe II.
6. Esteban, conde de Sancerre.
7. Inés, casada con Reginaldo II, conde de Bar.
8. María, que se casará con Odón II, duque de Borgoña y posteriormente llegará a ser abadesa de Fontevrault.
9. Isabel, esposa de Roger de Apulia y, más tarde, de Guillermo IV, conde de Perche.
10. Matilde, esposa de Rotrou IV de Perche, conde de Perche.
11. Margarita, monja en Fontevrault.

## Genealogía simplificada de Teobaldo II de Champaña
: Rey de Francia o de Inglaterra

 : Conde de Blois

 : Conde de Champaña
|  |  |                        |                        |                        |                        |                        |                        |                       |                       |                          |                          |                          |                          |                          |                          |                   |                   |                       |                       |                       |                       |                       |                       |  |  |                           |                           |                           |                           |                           |                           |                     |                     |                         |                         |                         |                         |                         |                         |  |  |                       |                       |                       |                       |                       |                       |                     |                     |                          |                          |                           |                           |                           |                           |                           |                           |                         |                         |                         |                         |                         |                         |  |  |                                |                                |                                |                                |                                |                                |  |  |                          |                          |                          |                          |                          |                          |  |  |                        |                        |                        |                        |                        |                        |  |  |                      |                      |                      |                      |                      |                      |  |  |                            |                            |                            |                            |                            |                            |  |  |  |  |  |  |  |  |  |  |  |  |  |  |  |  |  |  |  |  |  |  |  |  |  |  |  |  |  |  |  |  |  |  |  |  |  |  |  |  |  |  |  |  |  |  |  |  |  |  |  |  |  |  |  |  |
|  |  |                        |                        |                        |                        | Teobaldo III de Blois  | Teobaldo III de Blois  | Teobaldo III de Blois | Teobaldo III de Blois | Teobaldo III de Blois    | Teobaldo III de Blois    |                          |                          | Gersenda de Maine        | Gersenda de Maine        | Gersenda de Maine | Gersenda de Maine | Gersenda de Maine     | Gersenda de Maine     |                       |                       |                       |                       |  |  | Guillermo I de Inglaterra | Guillermo I de Inglaterra | Guillermo I de Inglaterra | Guillermo I de Inglaterra | Guillermo I de Inglaterra | Guillermo I de Inglaterra |                     |                     | Matilde de Flandes      | Matilde de Flandes      | Matilde de Flandes      | Matilde de Flandes      | Matilde de Flandes      | Matilde de Flandes      |  |  | Ulrich de Passau      | Ulrich de Passau      | Ulrich de Passau      | Ulrich de Passau      | Ulrich de Passau      | Ulrich de Passau      |                     |                     | Engelberto I de Carintia | Engelberto I de Carintia | Engelberto I de Carintia  | Engelberto I de Carintia  | Engelberto I de Carintia  | Engelberto I de Carintia  |                           |                           | Hedwige                 | Hedwige                 | Hedwige                 | Hedwige                 | Hedwige                 | Hedwige                 |  |  |                                |                                |                                |                                |                                |                                |  |  |                          |                          |                          |                          |                          |                          |  |  |                        |                        |                        |                        |                        |                        |  |  |                      |                      |                      |                      |                      |                      |  |  |                            |                            |                            |                            |                            |                            |  |  |  |  |  |  |  |  |  |  |  |  |  |  |  |  |  |  |  |  |  |  |  |  |  |  |  |  |  |  |  |  |  |  |  |  |  |  |  |  |  |  |  |  |  |  |  |  |  |  |  |  |  |  |  |  |
|  |  |                        |                        |                        |                        | Teobaldo III de Blois  | Teobaldo III de Blois  | Teobaldo III de Blois | Teobaldo III de Blois | Teobaldo III de Blois    | Teobaldo III de Blois    |                          |                          | Gersenda de Maine        | Gersenda de Maine        | Gersenda de Maine | Gersenda de Maine | Gersenda de Maine     | Gersenda de Maine     |                       |                       |                       |                       |  |  | Guillermo I de Inglaterra | Guillermo I de Inglaterra | Guillermo I de Inglaterra | Guillermo I de Inglaterra | Guillermo I de Inglaterra | Guillermo I de Inglaterra |                     |                     | Matilde de Flandes      | Matilde de Flandes      | Matilde de Flandes      | Matilde de Flandes      | Matilde de Flandes      | Matilde de Flandes      |  |  | Ulrich de Passau      | Ulrich de Passau      | Ulrich de Passau      | Ulrich de Passau      | Ulrich de Passau      | Ulrich de Passau      |                     |                     | Engelberto I de Carintia | Engelberto I de Carintia | Engelberto I de Carintia  | Engelberto I de Carintia  | Engelberto I de Carintia  | Engelberto I de Carintia  |                           |                           | Hedwige                 | Hedwige                 | Hedwige                 | Hedwige                 | Hedwige                 | Hedwige                 |  |  |                                |                                |                                |                                |                                |                                |  |  |                          |                          |                          |                          |                          |                          |  |  |                        |                        |                        |                        |                        |                        |  |  |                      |                      |                      |                      |                      |                      |  |  |                            |                            |                            |                            |                            |                            |  |  |  |  |  |  |  |  |  |  |  |  |  |  |  |  |  |  |  |  |  |  |  |  |  |  |  |  |  |  |  |  |  |  |  |  |  |  |  |  |  |  |  |  |  |  |  |  |  |  |  |  |  |  |  |  |
|  |  |                        |                        |                        |                        |                        |                        |                       |                       |                          |                          |                          |                          |                          |                          |                   |                   |                       |                       |                       |                       |                       |                       |  |  |                           |                           |                           |                           |                           |                           |                     |                     |                         |                         |                         |                         |                         |                         |  |  |                       |                       |                       |                       |                       |                       |                     |                     |                          |                          |                           |                           |                           |                           |                           |                           |                         |                         |                         |                         |                         |                         |  |  |                                |                                |                                |                                |                                |                                |  |  |                          |                          |                          |                          |                          |                          |  |  |                        |                        |                        |                        |                        |                        |  |  |                      |                      |                      |                      |                      |                      |  |  |                            |                            |                            |                            |                            |                            |  |  |  |  |  |  |  |  |  |  |  |  |  |  |  |  |  |  |  |  |  |  |  |  |  |  |  |  |  |  |  |  |  |  |  |  |  |  |  |  |  |  |  |  |  |  |  |  |  |  |  |  |  |  |  |  |
|  |  |                        |                        |                        |                        |                        |                        |                       |                       |                          |                          |                          |                          |                          |                          |                   |                   |                       |                       |                       |                       |                       |                       |  |  |                           |                           |                           |                           |                           |                           |                     |                     |                         |                         |                         |                         |                         |                         |  |  |                       |                       |                       |                       |                       |                       |                     |                     |                          |                          |                           |                           |                           |                           |                           |                           |                         |                         |                         |                         |                         |                         |  |  |                                |                                |                                |                                |                                |                                |  |  |                          |                          |                          |                          |                          |                          |  |  |                        |                        |                        |                        |                        |                        |  |  |                      |                      |                      |                      |                      |                      |  |  |                            |                            |                            |                            |                            |                            |  |  |  |  |  |  |  |  |  |  |  |  |  |  |  |  |  |  |  |  |  |  |  |  |  |  |  |  |  |  |  |  |  |  |  |  |  |  |  |  |  |  |  |  |  |  |  |  |  |  |  |  |  |  |  |  |
|  |  | Odón III de Troyes     | Odón III de Troyes     | Odón III de Troyes     | Odón III de Troyes     | Odón III de Troyes     | Odón III de Troyes     |                       |                       | Hugo I de Champaña       | Hugo I de Champaña       | Hugo I de Champaña       | Hugo I de Champaña       | Hugo I de Champaña       | Hugo I de Champaña       |                   |                   | Esteban II de Blois   | Esteban II de Blois   | Esteban II de Blois   | Esteban II de Blois   | Esteban II de Blois   | Esteban II de Blois   |  |  | Adela de Normandía        | Adela de Normandía        | Adela de Normandía        | Adela de Normandía        | Adela de Normandía        | Adela de Normandía        |                     |                     | Enrique I de Inglaterra | Enrique I de Inglaterra | Enrique I de Inglaterra | Enrique I de Inglaterra | Enrique I de Inglaterra | Enrique I de Inglaterra |  |  |                       |                       | Uta de Passau         | Uta de Passau         | Uta de Passau         | Uta de Passau         | Uta de Passau       | Uta de Passau       |                          |                          | Engelberto II de Carintia | Engelberto II de Carintia | Engelberto II de Carintia | Engelberto II de Carintia | Engelberto II de Carintia | Engelberto II de Carintia |                         |                         |                         |                         |                         |                         |  |  |                                |                                |                                |                                |                                |                                |  |  |                          |                          |                          |                          |                          |                          |  |  |                        |                        |                        |                        |                        |                        |  |  |                      |                      |                      |                      |                      |                      |  |  |                            |                            |                            |                            |                            |                            |  |  |  |  |  |  |  |  |  |  |  |  |  |  |  |  |  |  |  |  |  |  |  |  |  |  |  |  |  |  |  |  |  |  |  |  |  |  |  |  |  |  |  |  |  |  |  |  |  |  |  |  |  |  |  |  |
|  |  | Odón III de Troyes     | Odón III de Troyes     | Odón III de Troyes     | Odón III de Troyes     | Odón III de Troyes     | Odón III de Troyes     |                       |                       | Hugo I de Champaña       | Hugo I de Champaña       | Hugo I de Champaña       | Hugo I de Champaña       | Hugo I de Champaña       | Hugo I de Champaña       |                   |                   | Esteban II de Blois   | Esteban II de Blois   | Esteban II de Blois   | Esteban II de Blois   | Esteban II de Blois   | Esteban II de Blois   |  |  | Adela de Normandía        | Adela de Normandía        | Adela de Normandía        | Adela de Normandía        | Adela de Normandía        | Adela de Normandía        |                     |                     | Enrique I de Inglaterra | Enrique I de Inglaterra | Enrique I de Inglaterra | Enrique I de Inglaterra | Enrique I de Inglaterra | Enrique I de Inglaterra |  |  |                       |                       | Uta de Passau         | Uta de Passau         | Uta de Passau         | Uta de Passau         | Uta de Passau       | Uta de Passau       |                          |                          | Engelberto II de Carintia | Engelberto II de Carintia | Engelberto II de Carintia | Engelberto II de Carintia | Engelberto II de Carintia | Engelberto II de Carintia |                         |                         |                         |                         |                         |                         |  |  |                                |                                |                                |                                |                                |                                |  |  |                          |                          |                          |                          |                          |                          |  |  |                        |                        |                        |                        |                        |                        |  |  |                      |                      |                      |                      |                      |                      |  |  |                            |                            |                            |                            |                            |                            |  |  |  |  |  |  |  |  |  |  |  |  |  |  |  |  |  |  |  |  |  |  |  |  |  |  |  |  |  |  |  |  |  |  |  |  |  |  |  |  |  |  |  |  |  |  |  |  |  |  |  |  |  |  |  |  |
|  |  |                        |                        |                        |                        |                        |                        |                       |                       |                          |                          |                          |                          |                          |                          |                   |                   |                       |                       |                       |                       |                       |                       |  |  |                           |                           |                           |                           |                           |                           |                     |                     |                         |                         |                         |                         |                         |                         |  |  |                       |                       |                       |                       |                       |                       |                     |                     |                          |                          |                           |                           |                           |                           |                           |                           |                         |                         |                         |                         |                         |                         |  |  |                                |                                |                                |                                |                                |                                |  |  |                          |                          |                          |                          |                          |                          |  |  |                        |                        |                        |                        |                        |                        |  |  |                      |                      |                      |                      |                      |                      |  |  |                            |                            |                            |                            |                            |                            |  |  |  |  |  |  |  |  |  |  |  |  |  |  |  |  |  |  |  |  |  |  |  |  |  |  |  |  |  |  |  |  |  |  |  |  |  |  |  |  |  |  |  |  |  |  |  |  |  |  |  |  |  |  |  |  |
|  |  |                        |                        |                        |                        |                        |                        |                       |                       |                          |                          |                          |                          |                          |                          |                   |                   |                       |                       |                       |                       |                       |                       |  |  |                           |                           |                           |                           |                           |                           |                     |                     |                         |                         |                         |                         |                         |                         |  |  |                       |                       |                       |                       |                       |                       |                     |                     |                          |                          |                           |                           |                           |                           |                           |                           |                         |                         |                         |                         |                         |                         |  |  |                                |                                |                                |                                |                                |                                |  |  |                          |                          |                          |                          |                          |                          |  |  |                        |                        |                        |                        |                        |                        |  |  |                      |                      |                      |                      |                      |                      |  |  |                            |                            |                            |                            |                            |                            |  |  |  |  |  |  |  |  |  |  |  |  |  |  |  |  |  |  |  |  |  |  |  |  |  |  |  |  |  |  |  |  |  |  |  |  |  |  |  |  |  |  |  |  |  |  |  |  |  |  |  |  |  |  |  |  |
|  |  |                        |                        |                        |                        |                        |                        |                       |                       |                          |                          |                          |                          |                          |                          |                   |                   |                       |                       |                       |                       |                       |                       |  |  |                           |                           |                           |                           |                           |                           |                     |                     |                         |                         |                         |                         |                         |                         |  |  |                       |                       |                       |                       |                       |                       |                     |                     |                          |                          |                           |                           |                           |                           |                           |                           |                         |                         |                         |                         |                         |                         |  |  |                                |                                |                                |                                |                                |                                |  |  |                          |                          |                          |                          |                          |                          |  |  |                        |                        |                        |                        |                        |                        |  |  |                      |                      |                      |                      |                      |                      |  |  |                            |                            |                            |                            |                            |                            |  |  |  |  |  |  |  |  |  |  |  |  |  |  |  |  |  |  |  |  |  |  |  |  |  |  |  |  |  |  |  |  |  |  |  |  |  |  |  |  |  |  |  |  |  |  |  |  |  |  |  |  |  |  |  |  |
|  |  |                        |                        |                        |                        |                        |                        |                       |                       |                          |                          |                          |                          |                          |                          |                   |                   |                       |                       |                       |                       |                       |                       |  |  |                           |                           |                           |                           |                           |                           |                     |                     |                         |                         |                         |                         |                         |                         |  |  |                       |                       |                       |                       |                       |                       |                     |                     |                          |                          |                           |                           |                           |                           |                           |                           |                         |                         |                         |                         |                         |                         |  |  |                                |                                |                                |                                |                                |                                |  |  |                          |                          |                          |                          |                          |                          |  |  |                        |                        |                        |                        |                        |                        |  |  |                      |                      |                      |                      |                      |                      |  |  |                            |                            |                            |                            |                            |                            |  |  |  |  |  |  |  |  |  |  |  |  |  |  |  |  |  |  |  |  |  |  |  |  |  |  |  |  |  |  |  |  |  |  |  |  |  |  |  |  |  |  |  |  |  |  |  |  |  |  |  |  |  |  |  |  |
|  |  | Guillermo de Sully     | Guillermo de Sully     | Guillermo de Sully     | Guillermo de Sully     | Guillermo de Sully     | Guillermo de Sully     |                       |                       | Enrique de Winchester    | Enrique de Winchester    | Enrique de Winchester    | Enrique de Winchester    | Enrique de Winchester    | Enrique de Winchester    |                   |                   | Esteban de Inglaterra | Esteban de Inglaterra | Esteban de Inglaterra | Esteban de Inglaterra | Esteban de Inglaterra | Esteban de Inglaterra |  |  |                           |                           |                           |                           | Teobaldo                  | Teobaldo                  | Teobaldo            | Teobaldo            | Teobaldo                | Teobaldo                |                         |                         |                         |                         |  |  |                       |                       |                       |                       | Matilde de Carintia   | Matilde de Carintia   | Matilde de Carintia | Matilde de Carintia | Matilde de Carintia      | Matilde de Carintia      |                           |                           |                           |                           |                           |                           |                         |                         |                         |                         |                         |                         |  |  |                                |                                |                                |                                |                                |                                |  |  |                          |                          |                          |                          |                          |                          |  |  |                        |                        |                        |                        |                        |                        |  |  |                      |                      |                      |                      |                      |                      |  |  |                            |                            |                            |                            |                            |                            |  |  |  |  |  |  |  |  |  |  |  |  |  |  |  |  |  |  |  |  |  |  |  |  |  |  |  |  |  |  |  |  |  |  |  |  |  |  |  |  |  |  |  |  |  |  |  |  |  |  |  |  |  |  |  |  |
|  |  | Guillermo de Sully     | Guillermo de Sully     | Guillermo de Sully     | Guillermo de Sully     | Guillermo de Sully     | Guillermo de Sully     |                       |                       | Enrique de Winchester    | Enrique de Winchester    | Enrique de Winchester    | Enrique de Winchester    | Enrique de Winchester    | Enrique de Winchester    |                   |                   | Esteban de Inglaterra | Esteban de Inglaterra | Esteban de Inglaterra | Esteban de Inglaterra | Esteban de Inglaterra | Esteban de Inglaterra |  |  |                           |                           |                           |                           | Teobaldo                  | Teobaldo                  | Teobaldo            | Teobaldo            | Teobaldo                | Teobaldo                |                         |                         |                         |                         |  |  |                       |                       |                       |                       | Matilde de Carintia   | Matilde de Carintia   | Matilde de Carintia | Matilde de Carintia | Matilde de Carintia      | Matilde de Carintia      |                           |                           |                           |                           |                           |                           |                         |                         |                         |                         |                         |                         |  |  |                                |                                |                                |                                |                                |                                |  |  |                          |                          |                          |                          |                          |                          |  |  |                        |                        |                        |                        |                        |                        |  |  |                      |                      |                      |                      |                      |                      |  |  |                            |                            |                            |                            |                            |                            |  |  |  |  |  |  |  |  |  |  |  |  |  |  |  |  |  |  |  |  |  |  |  |  |  |  |  |  |  |  |  |  |  |  |  |  |  |  |  |  |  |  |  |  |  |  |  |  |  |  |  |  |  |  |  |  |
|  |  |                        |                        |                        |                        |                        |                        |                       |                       |                          |                          |                          |                          |                          |                          |                   |                   |                       |                       |                       |                       |                       |                       |  |  |                           |                           |                           |                           |                           |                           |                     |                     |                         |                         |                         |                         |                         |                         |  |  |                       |                       |                       |                       |                       |                       |                     |                     |                          |                          |                           |                           |                           |                           |                           |                           |                         |                         |                         |                         |                         |                         |  |  |                                |                                |                                |                                |                                |                                |  |  |                          |                          |                          |                          |                          |                          |  |  |                        |                        |                        |                        |                        |                        |  |  |                      |                      |                      |                      |                      |                      |  |  |                            |                            |                            |                            |                            |                            |  |  |  |  |  |  |  |  |  |  |  |  |  |  |  |  |  |  |  |  |  |  |  |  |  |  |  |  |  |  |  |  |  |  |  |  |  |  |  |  |  |  |  |  |  |  |  |  |  |  |  |  |  |  |  |  |
|  |  |                        |                        |                        |                        |                        |                        |                       |                       |                          |                          |                          |                          |                          |                          |                   |                   |                       |                       |                       |                       |                       |                       |  |  |                           |                           |                           |                           |                           |                           |                     |                     |                         |                         |                         |                         |                         |                         |  |  |                       |                       |                       |                       |                       |                       |                     |                     |                          |                          |                           |                           |                           |                           |                           |                           |                         |                         |                         |                         |                         |                         |  |  |                                |                                |                                |                                |                                |                                |  |  |                          |                          |                          |                          |                          |                          |  |  |                        |                        |                        |                        |                        |                        |  |  |                      |                      |                      |                      |                      |                      |  |  |                            |                            |                            |                            |                            |                            |  |  |  |  |  |  |  |  |  |  |  |  |  |  |  |  |  |  |  |  |  |  |  |  |  |  |  |  |  |  |  |  |  |  |  |  |  |  |  |  |  |  |  |  |  |  |  |  |  |  |  |  |  |  |  |  |
|  |  |                        |                        |                        |                        |                        |                        |                       |                       |                          |                          |                          |                          |                          |                          |                   |                   |                       |                       |                       |                       |                       |                       |  |  |                           |                           |                           |                           |                           |                           |                     |                     |                         |                         |                         |                         |                         |                         |  |  |                       |                       |                       |                       |                       |                       |                     |                     |                          |                          |                           |                           |                           |                           |                           |                           |                         |                         |                         |                         |                         |                         |  |  |                                |                                |                                |                                |                                |                                |  |  |                          |                          |                          |                          |                          |                          |  |  |                        |                        |                        |                        |                        |                        |  |  |                      |                      |                      |                      |                      |                      |  |  |                            |                            |                            |                            |                            |                            |  |  |  |  |  |  |  |  |  |  |  |  |  |  |  |  |  |  |  |  |  |  |  |  |  |  |  |  |  |  |  |  |  |  |  |  |  |  |  |  |  |  |  |  |  |  |  |  |  |  |  |  |  |  |  |  |
|  |  |                        |                        |                        |                        |                        |                        |                       |                       |                          |                          |                          |                          |                          |                          |                   |                   |                       |                       |                       |                       |                       |                       |  |  |                           |                           |                           |                           |                           |                           |                     |                     |                         |                         |                         |                         |                         |                         |  |  |                       |                       |                       |                       |                       |                       |                     |                     |                          |                          |                           |                           |                           |                           |                           |                           |                         |                         |                         |                         |                         |                         |  |  |                                |                                |                                |                                |                                |                                |  |  |                          |                          |                          |                          |                          |                          |  |  |                        |                        |                        |                        |                        |                        |  |  |                      |                      |                      |                      |                      |                      |  |  |                            |                            |                            |                            |                            |                            |  |  |  |  |  |  |  |  |  |  |  |  |  |  |  |  |  |  |  |  |  |  |  |  |  |  |  |  |  |  |  |  |  |  |  |  |  |  |  |  |  |  |  |  |  |  |  |  |  |  |  |  |  |  |  |  |
|  |  |                        |                        |                        |                        | Enrique I de Champaña  | Enrique I de Champaña  | Enrique I de Champaña | Enrique I de Champaña | Enrique I de Champaña    | Enrique I de Champaña    |                          |                          |                          |                          |                   |                   | María de Champaña     | María de Champaña     | María de Champaña     | María de Champaña     | María de Champaña     | María de Champaña     |  |  |                           |                           |                           |                           | Teobaldo V de Blois       | Teobaldo V de Blois       | Teobaldo V de Blois | Teobaldo V de Blois | Teobaldo V de Blois     | Teobaldo V de Blois     |                         |                         |                         |                         |  |  | Hugo de Bles-Champaña | Hugo de Bles-Champaña | Hugo de Bles-Champaña | Hugo de Bles-Champaña | Hugo de Bles-Champaña | Hugo de Bles-Champaña |                     |                     | Isabel de Bles-Champaña  | Isabel de Bles-Champaña  | Isabel de Bles-Champaña   | Isabel de Bles-Champaña   | Isabel de Bles-Champaña   | Isabel de Bles-Champaña   |                           |                           | Esteban de Sancerre     | Esteban de Sancerre     | Esteban de Sancerre     | Esteban de Sancerre     | Esteban de Sancerre     | Esteban de Sancerre     |  |  | Guillermo de las Blancas Manos | Guillermo de las Blancas Manos | Guillermo de las Blancas Manos | Guillermo de las Blancas Manos | Guillermo de las Blancas Manos | Guillermo de las Blancas Manos |  |  | Matilde de Bles-Champaña | Matilde de Bles-Champaña | Matilde de Bles-Champaña | Matilde de Bles-Champaña | Matilde de Bles-Champaña | Matilde de Bles-Champaña |  |  | Agnes de Bles-Champaña | Agnes de Bles-Champaña | Agnes de Bles-Champaña | Agnes de Bles-Champaña | Agnes de Bles-Champaña | Agnes de Bles-Champaña |  |  | Adela de Champaña    | Adela de Champaña    | Adela de Champaña    | Adela de Champaña    | Adela de Champaña    | Adela de Champaña    |  |  | Margarita de Bles-Champaña | Margarita de Bles-Champaña | Margarita de Bles-Champaña | Margarita de Bles-Champaña | Margarita de Bles-Champaña | Margarita de Bles-Champaña |  |  |  |  |  |  |  |  |  |  |  |  |  |  |  |  |  |  |  |  |  |  |  |  |  |  |  |  |  |  |  |  |  |  |  |  |  |  |  |  |  |  |  |  |  |  |  |  |  |  |  |  |  |  |  |  |
|  |  |                        |                        |                        |                        | Enrique I de Champaña  | Enrique I de Champaña  | Enrique I de Champaña | Enrique I de Champaña | Enrique I de Champaña    | Enrique I de Champaña    |                          |                          |                          |                          |                   |                   | María de Champaña     | María de Champaña     | María de Champaña     | María de Champaña     | María de Champaña     | María de Champaña     |  |  |                           |                           |                           |                           | Teobaldo V de Blois       | Teobaldo V de Blois       | Teobaldo V de Blois | Teobaldo V de Blois | Teobaldo V de Blois     | Teobaldo V de Blois     |                         |                         |                         |                         |  |  | Hugo de Bles-Champaña | Hugo de Bles-Champaña | Hugo de Bles-Champaña | Hugo de Bles-Champaña | Hugo de Bles-Champaña | Hugo de Bles-Champaña |                     |                     | Isabel de Bles-Champaña  | Isabel de Bles-Champaña  | Isabel de Bles-Champaña   | Isabel de Bles-Champaña   | Isabel de Bles-Champaña   | Isabel de Bles-Champaña   |                           |                           | Esteban de Sancerre     | Esteban de Sancerre     | Esteban de Sancerre     | Esteban de Sancerre     | Esteban de Sancerre     | Esteban de Sancerre     |  |  | Guillermo de las Blancas Manos | Guillermo de las Blancas Manos | Guillermo de las Blancas Manos | Guillermo de las Blancas Manos | Guillermo de las Blancas Manos | Guillermo de las Blancas Manos |  |  | Matilde de Bles-Champaña | Matilde de Bles-Champaña | Matilde de Bles-Champaña | Matilde de Bles-Champaña | Matilde de Bles-Champaña | Matilde de Bles-Champaña |  |  | Agnes de Bles-Champaña | Agnes de Bles-Champaña | Agnes de Bles-Champaña | Agnes de Bles-Champaña | Agnes de Bles-Champaña | Agnes de Bles-Champaña |  |  | Adela de Champaña    | Adela de Champaña    | Adela de Champaña    | Adela de Champaña    | Adela de Champaña    | Adela de Champaña    |  |  | Margarita de Bles-Champaña | Margarita de Bles-Champaña | Margarita de Bles-Champaña | Margarita de Bles-Champaña | Margarita de Bles-Champaña | Margarita de Bles-Champaña |  |  |  |  |  |  |  |  |  |  |  |  |  |  |  |  |  |  |  |  |  |  |  |  |  |  |  |  |  |  |  |  |  |  |  |  |  |  |  |  |  |  |  |  |  |  |  |  |  |  |  |  |  |  |  |  |
|  |  |                        |                        |                        |                        |                        |                        |                       |                       |                          |                          |                          |                          |                          |                          |                   |                   |                       |                       |                       |                       |                       |                       |  |  |                           |                           |                           |                           |                           |                           |                     |                     |                         |                         |                         |                         |                         |                         |  |  |                       |                       |                       |                       |                       |                       |                     |                     |                          |                          |                           |                           |                           |                           |                           |                           |                         |                         |                         |                         |                         |                         |  |  |                                |                                |                                |                                |                                |                                |  |  |                          |                          |                          |                          |                          |                          |  |  |                        |                        |                        |                        |                        |                        |  |  |                      |                      |                      |                      |                      |                      |  |  |                            |                            |                            |                            |                            |                            |  |  |  |  |  |  |  |  |  |  |  |  |  |  |  |  |  |  |  |  |  |  |  |  |  |  |  |  |  |  |  |  |  |  |  |  |  |  |  |  |  |  |  |  |  |  |  |  |  |  |  |  |  |  |  |  |
|  |  | Enrique II de Champaña | Enrique II de Champaña | Enrique II de Champaña | Enrique II de Champaña | Enrique II de Champaña | Enrique II de Champaña |                       |                       | Teobaldo III de Champaña | Teobaldo III de Champaña | Teobaldo III de Champaña | Teobaldo III de Champaña | Teobaldo III de Champaña | Teobaldo III de Champaña |                   |                   | Hugo III de Borgoña   | Hugo III de Borgoña   | Hugo III de Borgoña   | Hugo III de Borgoña   | Hugo III de Borgoña   | Hugo III de Borgoña   |  |  | Luis de Blois             | Luis de Blois             | Luis de Blois             | Luis de Blois             | Luis de Blois             | Luis de Blois             |                     |                     | Margarita de Blois      | Margarita de Blois      | Margarita de Blois      | Margarita de Blois      | Margarita de Blois      | Margarita de Blois      |  |  |                       |                       |                       |                       |                       |                       |                     |                     | Matilde de Amboise       | Matilde de Amboise       | Matilde de Amboise        | Matilde de Amboise        | Matilde de Amboise        | Matilde de Amboise        |                           |                           | Guillermo I de Sancerre | Guillermo I de Sancerre | Guillermo I de Sancerre | Guillermo I de Sancerre | Guillermo I de Sancerre | Guillermo I de Sancerre |  |  |                                |                                |                                |                                |                                |                                |  |  | Godofredo III de Perche  | Godofredo III de Perche  | Godofredo III de Perche  | Godofredo III de Perche  | Godofredo III de Perche  | Godofredo III de Perche  |  |  | Teobaldo I de Bar      | Teobaldo I de Bar      | Teobaldo I de Bar      | Teobaldo I de Bar      | Teobaldo I de Bar      | Teobaldo I de Bar      |  |  | Felipe II de Francia | Felipe II de Francia | Felipe II de Francia | Felipe II de Francia | Felipe II de Francia | Felipe II de Francia |  |  |                            |                            |                            |                            |                            |                            |  |  |  |  |  |  |  |  |  |  |  |  |  |  |  |  |  |  |  |  |  |  |  |  |  |  |  |  |  |  |  |  |  |  |  |  |  |  |  |  |  |  |  |  |  |  |  |  |  |  |  |  |  |  |  |  |
|  |  | Enrique II de Champaña | Enrique II de Champaña | Enrique II de Champaña | Enrique II de Champaña | Enrique II de Champaña | Enrique II de Champaña |                       |                       | Teobaldo III de Champaña | Teobaldo III de Champaña | Teobaldo III de Champaña | Teobaldo III de Champaña | Teobaldo III de Champaña | Teobaldo III de Champaña |                   |                   | Hugo III de Borgoña   | Hugo III de Borgoña   | Hugo III de Borgoña   | Hugo III de Borgoña   | Hugo III de Borgoña   | Hugo III de Borgoña   |  |  | Luis de Blois             | Luis de Blois             | Luis de Blois             | Luis de Blois             | Luis de Blois             | Luis de Blois             |                     |                     | Margarita de Blois      | Margarita de Blois      | Margarita de Blois      | Margarita de Blois      | Margarita de Blois      | Margarita de Blois      |  |  |                       |                       |                       |                       |                       |                       |                     |                     | Matilde de Amboise       | Matilde de Amboise       | Matilde de Amboise        | Matilde de Amboise        | Matilde de Amboise        | Matilde de Amboise        |                           |                           | Guillermo I de Sancerre | Guillermo I de Sancerre | Guillermo I de Sancerre | Guillermo I de Sancerre | Guillermo I de Sancerre | Guillermo I de Sancerre |  |  |                                |                                |                                |                                |                                |                                |  |  | Godofredo III de Perche  | Godofredo III de Perche  | Godofredo III de Perche  | Godofredo III de Perche  | Godofredo III de Perche  | Godofredo III de Perche  |  |  | Teobaldo I de Bar      | Teobaldo I de Bar      | Teobaldo I de Bar      | Teobaldo I de Bar      | Teobaldo I de Bar      | Teobaldo I de Bar      |  |  | Felipe II de Francia | Felipe II de Francia | Felipe II de Francia | Felipe II de Francia | Felipe II de Francia | Felipe II de Francia |  |  |                            |                            |                            |                            |                            |                            |  |  |  |  |  |  |  |  |  |  |  |  |  |  |  |  |  |  |  |  |  |  |  |  |  |  |  |  |  |  |  |  |  |  |  |  |  |  |  |  |  |  |  |  |  |  |  |  |  |  |  |  |  |  |  |  |

## Sucesiones
| Predecesor: Esteban II de Blois | Conde de Blois, Chartres y Châteaudun 1102-1152 (50 años) | Sucesor: Teobaldo V de Blois   |
| Predecesor: Esteban II de Blois | Conde de Provins y Meaux 1102-1126 (24 años)              | Sucesor: ninguno               |
| Predecesor: Hugo I de Champaña  | Conde de Troyes desde 1126                                | Sucesor: ninguno               |
| Predecesor: Esteban II de Blois | Conde de Champaña 1126-1152 (26 años)                     | Sucesor: Enrique I de Champaña |